# Locomotiva SStB Gutenberg
La SStB - Gutenberg era una locomotiva a vapore con tender in esercizio per la Südliche Staatsbahn (SStB) dell'Impero austriaco.
La locomotiva fu l'ultima ordinata dalla ferrovia prima che essa venisse privatizzata divenendo Südbahngesellschaft (SB) e fu assegnata al gruppo 12 con il numero 291 (dal 1864 fu riassegnata al gruppo 17).
Fu costruita da Georg Sigl a Vienna e consegnata nel 1858 e fu la prima locomotiva che produsse. Il nome attribuitole si riferisce a Johannes Gutenberg e deriva dal fatto che Sigl originariamente aveva costruito macchine per la stampa.
La locomotiva venne ritirata dal servizio nel 1880.